# 圣巴齐勒德拉罗什
圣巴齐勒德拉罗什（法語：Saint-Bazile-de-la-Roche，法語發音：[sɛ̃ bazil də la ʁɔʃ]）是法国科雷兹省的一个旧市镇，属于蒂勒区。2017年，圣巴齐勒德拉罗什与市镇阿让塔合并为新市镇多尔多涅河畔阿让塔。

## 地理
圣巴齐勒德拉罗什（45°9'6"N, 1°57'12"E）面积7.16 平方千米，位于法国新阿基坦大区科雷兹省，该省份为法国中南部省份，北起上维埃纳省和克勒兹省，西接多爾多涅省，南至洛特省，东临多姆山省和康塔爾省。
与圣巴齐勒德拉罗什接壤的市镇（或旧市镇、城区）包括：阿让塔、尚帕尼亚克-拉普吕讷、圣博内埃尔韦尔、圣马夏尔昂特赖格、圣马丹拉梅阿讷。

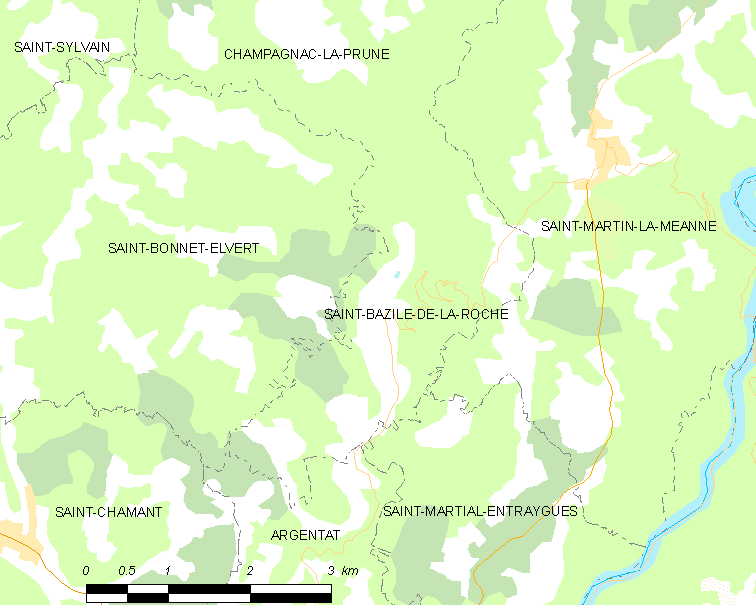
圣巴齐勒德拉罗什的OSM定位图

圣巴齐勒德拉罗什的时区为UTC+01:00、UTC+02:00（夏令时）。

## 行政
圣巴齐勒德拉罗什的邮政编码为19320，INSEE市镇编码为19183。

## 政治
圣巴齐勒德拉罗什所属的省级选区为圣福蒂纳德县。

## 人口

1962-2008年间圣巴齐勒德拉罗什人口变化图示

圣巴齐勒德拉罗什于2018年1月1日时的人口数量为139人。